# کندرا هورن
کندرا هورن با نام اصلی کندرا سوزان هورن (زاده ۹ ژوئن ۱۹۷۶) یک وکیل و سیاستمدار آمریکایی است که از سال ۲۰۱۹ به عنوان نماینده ایالات متحده در حوزه ۵ کنگره اوکلاهما فعالیت می‌کند. وی عضو حزب دموکرات می‌باشد همچنین حوزه مدیریتی وی تقریباً تمامی اوکلاهما را دربر می‌گیرد.
وی در انتخابات ۲۰۱۸ استیو راسل جمهوری‌خواه را که دو دوره برنده شده بود، شکست داد. هورن نخستین سیاستمدار دموکرات است که پس از ۴۴ سال نماینده حوزه ۵ کنگره ایالتی می‌شود و اولین دموکرات اوکلاهما است که به مدت هشت سال برای کنگره انتخاب می‌شود. او همچنین پس از آلیس روبرتسون و مری فالین سومین زن دموکرات است که از اوکلاهما به مجلس می‌رود.

## سنین جوانی و تحصیل
هورن در سال ۱۹۹۸ با لیسانس علوم سیاسی از دانشگاه تولسا فارغ‌التحصیل شد. در سال ۲۰۰۱، هورن فارغ‌التحصیل دانشکده حقوق دانشگاه متودیست جنوبی ددمن شد. او همچنین در دانشگاه بین‌المللی فضایی در استراسبورگ فرانسه تحصیل کرد. 

## در آغاز کار
کندرا هورن در ابتدا به عنوان وکیل در یک شرکت کوچک در دالاس، تگزاس کرد. هورن از سال ۲۰۰۴ تا ۲۰۰۵ به عنوان دبیر مطبوعاتی برد کارسون استخدام شد. وی در ادامه برای بنیاد فضایی ابتدا به عنوان مدیر امور دولت در اداره‌شان در واشینگتن دی سی و بعداً مدیر ارتباطات و روابط رسانه ای تا سال ۲۰۰۸ فعالیت کرد. او در سال ۲۰۱۴ فعالیتهای تبلیغاتی جو دورمان را مدیریت کرد.

## مجلس نمایندگان ایالات متحده

### انتخابات
در تاریخ ۳ ژوئیه ۲۰۱۷، هورن نامزدی خود را برای عضویت در مجلس نمایندگان ایالات متحده در حوزه پنجم کنگره اوکلاهما اعلام کرد. پس از کسب ۴۴ درصد آراء در انتخابات اولیه در ۲۶ ژوئن ۲۰۱۸، هورن و حریف اصلی اش تام گیلد به دور دوم راه یافتند. در دوره دوم ۲۸ اوت، هورن ۷۶ درصد آرا را به دست آورد و به راحتی تام گیلد را شکست داد و نماینده دموکرات مجلس شد. کندرا هورن در انتخابات عمومی روز ۶ نوامبر با ۵۰٫۷٪ به ۴۹٫۳٪ آرا استیو راسل جمهوری‌خواه را شکست داد.

### آغاز به کار
در تاریخ ۳ ژانویه سال ۲۰۱۹ در اولین روز یازدهمین کنگره ایالات متحده، هورن به جمع ۲۱۹ دموکرات دیگر پیوست تا از نانسی پلوسی به عنوان رئیس مجلس نمایندگان ایالات متحده حمایت کنند. هورن در توضیح تصمیم خود برای حمایت از پلوسی، خاطرنشان کرد که نامزدهای دموکرات و جمهوری‌خواه به ترتیب پلوسی و کوین مک‌کارتی بودند و گفت که حمایت وی از پلوسی به دلیل حمایت پلوسی از بهبود مراقبت‌های بهداشتی، تقویت مدیکر و امنیت اجتماعی و پشتیبانی از آموزش عمومی بود.

## زندگی شخصی
کندرا در اوکلاهما متولد و بزرگ شده‌است. او اِپیسکوپِیلیِن است.